# Elfin (schip, 1934)
HMS Elfin (T25) is een authentiek stoom-torpedobergingsvaartuig gebouwd voor de Britse marine in 1933.

## Bouw
De Elfin werd gebouwd door J. Samuel White Company in East Cowes op het eiland Wight. Het schip werd te water gelaten op 20 november 1933 en in dienst gesteld op 16 januari 1934. Het schip had bouwnummer 1754. Thuishaven was Portland.

## Dienst in oorlogstijd
Tijdens de Tweede Wereldoorlog werd de Elfin bewapend en overgebracht naar de onderzeebootbasis in Blyth waar het dienst deed als depotschip voor de '6th Submarine Flotilla' en assisteerde bij de coördinatie van de onderzeebootflottielje. Het schip werd ingezet op de rivier Tyne om onderzeeboten te escorteren wanneer zij de haven in en uit liepen. De Elfin werd in 1941 overgebracht naar de rivier de Clyde, waar het op 20 augustus 1941 werd omgedoopt tot HMS Nettle.

## Naoorlogse dienst
Na de oorlog keerde de Nettle terug naar Portland met een civiele bemanning. Het schip werd in 1957 verkocht aan scheepssloperij Pounds in Portsmouth, maar werd een jaar later gekocht door de Amsterdamse Droogdok Maatschappij (ADM) en naar Nederland overgevaren. Opgelegd bij Pounds fungeerde het schip als achtergronddecor voor de verfilming van het boek Stella van Jan de Hartog (The Key) met Sophia Loren, William Holden en Trevor Howard.

## Handelsvaart en behoud
Omgebouwd tot tankreinigingsschip bleef het schip tot 1985 in dienst bij de ADM in de Amsterdamse haven onder de namen Droogdok 18, HOM7 en TCA1. Het schip was een van de laatste stoomschepen in actieve dienst in Nederland. In 1995 werd het overgenomen door de Stichting Behoud van het Stoomschip in Koog aan de Zaan. De stichting heeft ook stoomsleepboot Scheelenkuhlen in beheer.
Het schip werd gerestaureerd, in de oorspronkelijke staat teruggebracht en omgedoopt tot Elfin. In 2011 werd het schip gebruikt in de Nederlandse film Bennie Stout. De Elfin is het laatste nog varende stoom-marineschip en is uitgerust met twee compound-stoommachines.